# Casa Fiat de Cultura
Casa Fiat de Cultura é uma associação sem fins lucrativos mantida pelas empresas do Grupo Fiat. Criada em 2005 por Cledorvino Belini, conta com uma área expositiva de 1 400 m2, dotada de recursos de regulagem programável de temperatura e umidade; um auditório para 200 pessoas, também climatizado; uma área de convivência no piso superior; e um espaço multiuso para atividades educativas e formativas. No total, são 3 650 m2 de área.
Inaugurou suas atividades em janeiro de 2006 com a exposição A arte italiana do MASP. Além de exposições de arte, desenvolve atividades educativas voltadas para crianças e jovens, concertos e recitais de música erudita e popular e sessões de cinema. O acesso a essas atividades é sempre gratuito, dedicando-se especial atenção ao público proveniente das escolas públicas das redes municipal e estaduais da Região Metropolitana de Belo Horizonte. Seminários e palestras no campo das artes e da filosofia têm tido também um grande espaço na instituição.
Em março de 2011, foi anunciado que a Casa Fiat deixaria sua sede em Nova Lima para ocupar o prédio do antigo Palácio dos Despachos, compondo parte do Circuito Cultura Praça da Liberdade após a transferência dos departamentos governamentais ali mantidos para a Cidade Administrativa de Minas Gerais. Em junho de 2014, a nova sede da Casa Fiat de Cultura foi inaugurada em Belo Horizonte.

## Exposições
Dentre as exposições realizadas, estão:
- 2006 – A arte italiana do MASP: mostra de arte italiana que integra o acervo do MASP.[2]
- 2007 – SPEED - a arte da velocidade: centenas de peças históricas documentando a evolução do Grupo Fiat.[7]
- 2008 – Amílcar de Castro: exposição de 150 peças de autoria do artista plástico Amílcar de Castro.[8]
- 2008 – Com que roupa eu vou?: mostra sobre a evolução da moda ao longo dos tempos.[9]
- 2008 – A arte nos mapas: apresentação de 53 peças cartográficas pertencentes aos séculos XVI e XIX.[10]
- 2008 – Olhar viajante: exibição de um acervo com 184 obras, entre pinturas, gravuras, desenhos e aquarelas, retratando costumes típicos do Brasil do século XIX.[11]
- 2009 – O mundo mágico de Marc Chagall: mostra com 300 obras de Marc Chagall, entre pinturas, esculturas, guaches e gravuras.[12]
- 2009 – Rodin, do ateliê ao museu: apresentação de 22 esculturas de Rodin, além de 194 fotografias originais retratando o processo criativo do artista.[13]
- 2011 - Olhar e Ser Visto - A Figura Humana da Renascença ao Contemporâneo
- 2011 - Tarsila e o Brasil dos Modernistas
- 2011 - Roma - A Vida e os Imperadores
- 2012 - Caravaggio e seus Seguidores
- 2012 - De Chirico - O Sentimento da Arquitetura
- 2014 - Barroco Itália Brasil - Prata e Ouro
- 2014 - Recosturando Portinari
- 2014 - QuasePoema - Cartas e Outras Escrituras Drummondianas